# Parafia Wniebowzięcia Najświętszej Maryi Panny w Bąkowie
Parafia Wniebowzięcia Najświętszej Maryi Panny – polska rzymskokatolicka parafia z siedzibą w Bąkowie, należącą do dekanatu Kluczbork w diecezji opolskiej.

## Historia parafii
Parafia powstała w XIV wieku, natomiast kościół parafialny został wybudowany na przełomie XV i XVI wieku. Jest to budowla późnogotycka na ceglanym podmurowaniu o konstrukcji zrębowej, natomiast wieża szkieletowo-słupowej.
W 1550 roku kościół został przejęty przez ewangelików, w których posiadaniu był do zakończenia II wojny światowej. Od 1945 roku świątynia ponownie służy katolikom i parafii w Bąkowie.
Proboszczem parafii ex currendo jest ksiądz Mariusz Radaczyński.

## Liczebność i zasięg parafii
Parafia liczy 1352 wiernych którzy są mieszkańcami miejscowości: Bąków, Biadacz (z kościołem filialnym św. Józefa Robotnika), Brzezinki, Brodnica, Kamienisko, Przybkowice, Kobyla Góra i Wrzosy.

### Przedszkola i szkoły
- Publiczne Przedszkole w Bąkowie,
- Publiczne Przedszkole w Biadaczu,
- Publiczna Szkoła Podstawowa w Bąkowie,
- Publiczna Szkoła Podstawowa w Biadaczu.

## Duszpasterze

### Proboszczowie po 1945 roku
- ks. Franciszek Wójcicki,
- ks. Henryk Mitka,
- ks. Ryszard Serafin,
- ks. Jerzy Koziński,
- ks. Józef Zura
- ks. Mariusz Radaczyński proboszcz ex currendo[3]